# ポチョムキンの階段

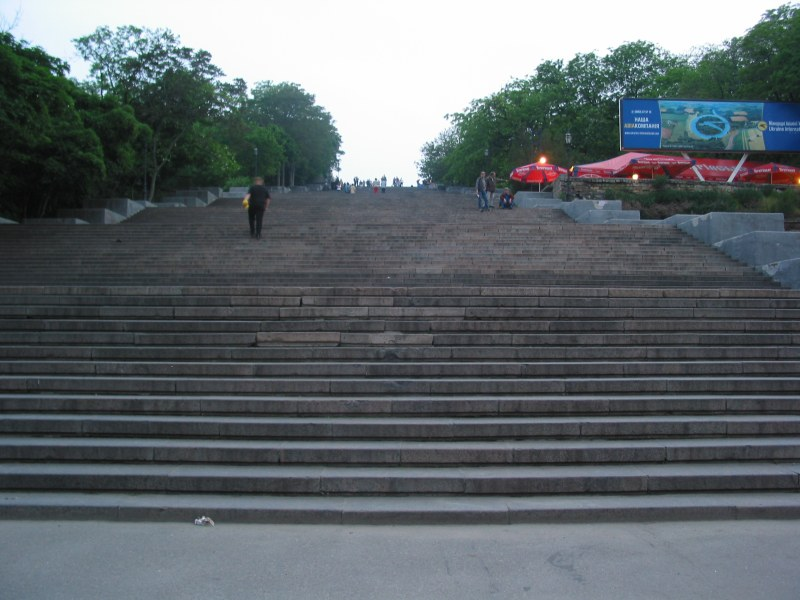
下からは踊り場が見えない

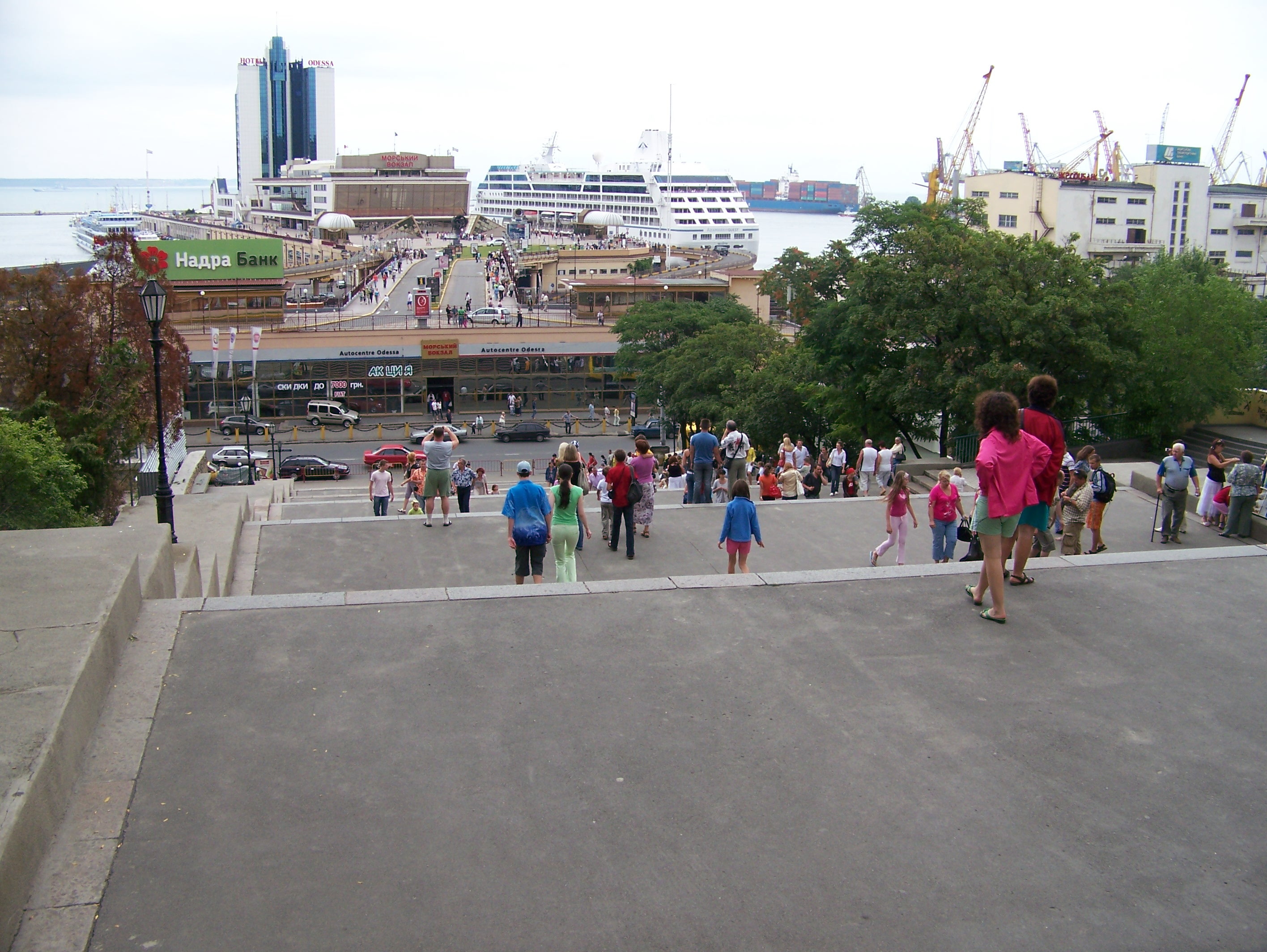
上からは階段が見えない

ポチョムキンの階段（ポチョムキンのかいだん、ウクライナ語: Потьомкінські сходи, Pot’omkins’ki Skhоdy, ロシア語: Потёмкинская лестница, Potyomkinskaya lestnitsa. 英語: The Potemkin Stairs）は、ウクライナのオデッサにある巨大な階段である。この階段は海の方角からオデッサ市街地の玄関口や象徴と考えられ、オデッサの階段としても知られる。
現在の公式名称は「プリモルスキー (Primorsky) の階段」。当初は「ブールバール (Boulevard) の階段」、「巨大階段」、あるいは「リシュリュー (Richelieu) の階段」として知られていた。
最上段のステップは幅12.5メートル、最下段のステップは幅21.7メートルである。落差は27メートル、前後は142メートルに達する。
階段は錯視を作り出すためにデザインされている。階段を見下ろす人には踊り場だけが見え、階段を見上げる人には階段だけが見えて踊り場が無いように感じられる。また、階段は上より下のほうが広いので、二次的な錯視は偽の視点を作り出している。階段を見上げると階段が実際より長いように見せ、階段を見下ろすと階段をそれほど長いようには見せない。

## 歴史

### ロシア帝国時代の建設

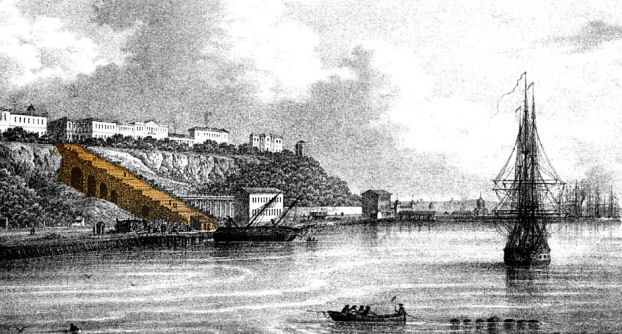
1850年ごろのポチョムキンの階段を描いたもの。階段が高台の市街地と港を結ぶために建設されたことがよくわかる。

オデッサの街は高台に位置していて、下の湾にある港へ直接通じる必要があった。階段が建設される前、曲がりくねった道と粗末な木造の階段だけが湾へのアクセスであった。
1825年に伊サルデーニャ出身の建築家フランシスコ・ボッフォ、サンクト・ペテルブルクの建築家アフラアアム1世・メルニコフとポッテによって元来の200段の階段がデザインされた。階段の建設費用は80万ルーブルであった。
1837年に、「怪物のような階段」を建設する決定がなされ、1837年から1841年までの間に建設された。英国の技術者ジョン・アップトンが階段を建設した。アップトンは偽造罪で保釈中に英国から逃亡していた。建設の材料にイタリアのトリエステ（当時はオーストリア帝国領）の緑灰色の砂岩が船で輸送されてきた。

### ソ連時代に「映画史上もっとも有名な階段」に

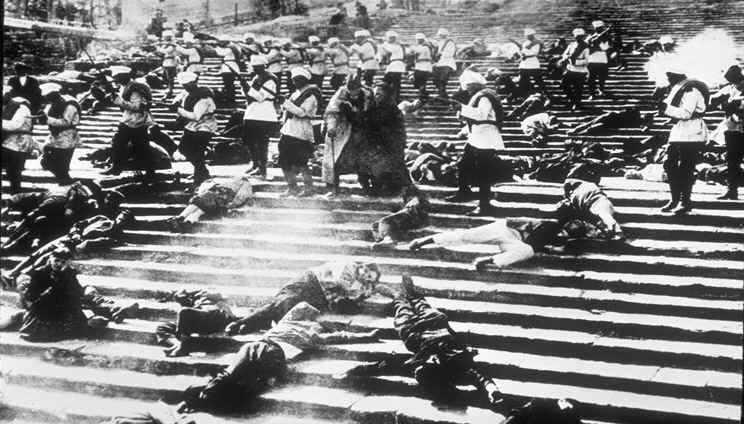
オデッサの階段の虐殺 。映画『戦艦ポチョムキン』（1925年）から。

階段はセルゲイ・エイゼンシュテインの1925年のサイレント映画『戦艦ポチョムキン』で有名になった。作品の中の架空の場面によれば、1905年の6月14日に、兵士たちが階段にいる人々に発砲したのである。ジャーナリストのコルネイ・チュコフスキーによれば、かれは事件当時オデッサにいたのだが、コサック兵が階段の上にいたかどうか、人々で階段がいっぱいになっていたか、発砲が実際に行われたかは不明であるという。
エイゼンシュテインの映画にて、実際にあらゆる都市で発生した戦慄すべき出来事はこの階段において凝縮されたのである。同様のメソッドは後世の写真家に使用され、芸術家のアレクセイ・チタレンコは「影の都市」のシリーズで、サンクト・ペテルブルクの地下鉄の駅の近くの階段にいる、どん底の人々からなる群衆を、人間の悲劇の象徴の一つとして使用している。
ロジャー・イーバートが書いた映画批判にはこう記されている。
| 「 | 皇帝派たちによるオデッサの階段の虐殺は、事実ではなかったことが、このシーンの説得力を減少させた…エイゼンシュテインがこのシーンをあまりに素晴らしいものにしたために、今日ではオデッサの階段の流血がまるで本当に起きたかのように頻繁に言及されるのは皮肉なことである。 | 」 |

淀川長治は『戦艦ポチョムキン』の解説でこう述べている。
| 「 | 後にこの階段は、どれだけパロディーで使われたかわかりませんね。エイゼンシュテインは本当に映画、良くつくりました。立派でした。 | 」 |

### 改修
浸食による階段の破壊にともない、1933年には砂岩が南ブーフ川地域のローズ・グレーの花崗岩に取り換えられた。さらに踊り場がアスファルトで覆われた。港が拡張されたとき、階段のうち8段が砂の下に失われ、階段の数は192段、踊り場は10となり縮小された。
階段の左側には、1906年に、人々を徒歩の代わりに輸送するためにケーブルカーが建設された。建設から50年後の1970年代、ケーブルカーはエスカレーターに取り換えられた。エスカレーターは1990年代に故障し、修理する費用はなかったが、それも2004年に新しいケーブルカーに取り換えられた。

### 『戦艦ポチョムキン』後の名前の変遷
ロシア革命後の1955年に「プリモルスキーの階段」は、戦艦ポチョムキンの叛乱から50年経ったことを記念して「ポチョムキンの階段」と再命名された。映画は、ポチョムキンの叛乱を含むロシア第一革命後20周年を記念して制作されており、このことから1955年は映画公開30周年でもある。
ウクライナ独立後、ポチョムキンの階段は、オデッサの多くの通りと同様に、元来の名前「プリモルスキーの階段」に戻った。しかしほとんどのオデッサ市民は今もこの階段のソビエト時代の名前を知っており、この階段に言及するときは「ポチョムキンの階段」と呼んでいた。

## リシュリュー公のモニュメント

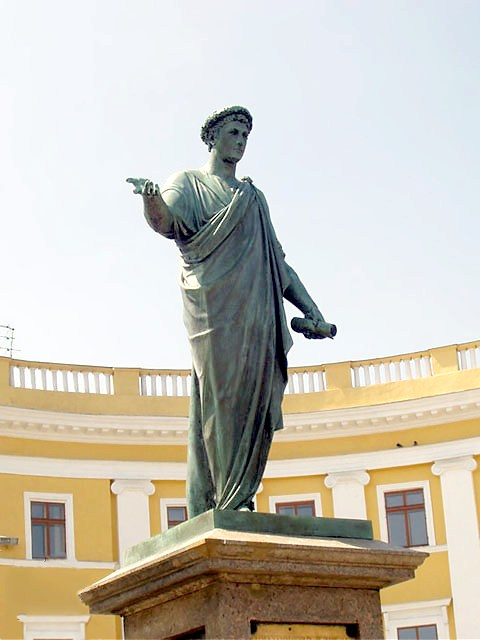
リシュリュー公の像

階段の頂上には、リシュリュー公アルマン・エマニュエル・ド・ヴィニュロー・デュ・プレシを描いたモニュメントが立っている。彼はフランスの貴族であり、1803年にオデッサ初代知事になった。ロシアの彫刻家イワン・ペトロヴィチ・モルトス（1754–1835年）はこの古代ローマのトーガとクラッドをまとった姿をデザインした。彫像はイェフィモフによってブロンズに鋳造され、1826年に発表された。オデッサに最初に建立されたモニュメントである。

## 2014年クリミア併合以降の影響
2014年のロシアによるクリミアの併合や2022年2月のロシアのウクライナ侵攻により、ウクライナ人のロシア語話者の間でも、ロシア語由来の名称や事象を維持していくことに対する疑義が起こり、街中のロシアの文化や言語に関連する文化遺産、建築物、標識などの扱いをどうすべきかを協議する市の委員会が立ち上げられ、「ポチョムキンの階段」もその協議の対象としてあげられた。
またロシアによる侵攻が始まると、攻撃に晒されやすく、かつ敵対勢力の上陸に利用されやすい港に近接したポチョムキンの階段は、一般市民の出入りが禁止された。

## 世界遺産
2023年1月25日に開催された世界遺産委員会の臨時会議において「オデーサ歴史地区」の名称で緊急案件扱いで世界遺産に登録され（ウクライナの地名の呼称変更に基づきロシア語のオデッサではなくウクライナ語のオデーサの読みで登録）、同時に危機遺産にも指定された中に、プリモルスキーの階段として構成資産として含まれた。
登録後に記者会見したオードレ・アズレユネスコ事務局長は、「自由都市、世界都市、映画、文学、芸術に足跡を残した伝説の港が保護されることになった」とコメントした。

## ギャラリー

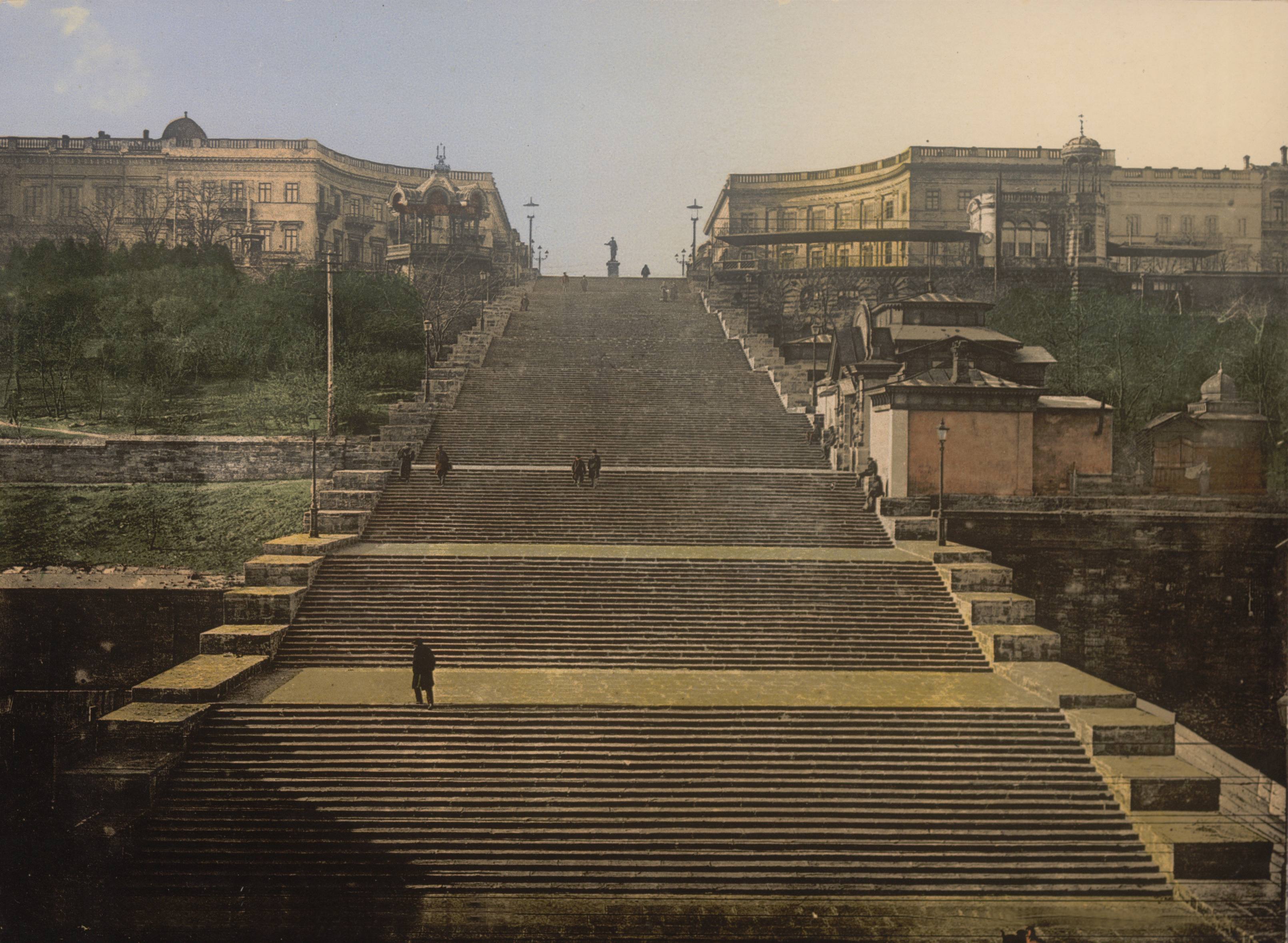
長さ142メートルのポチョムキンの階段は映画『戦艦ポチョムキン』で有名になった。
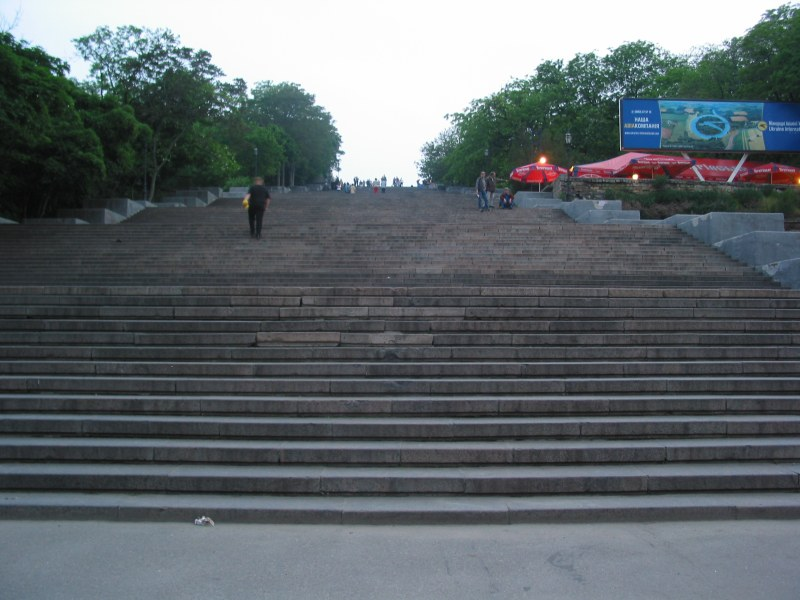
ポチョムキンの階段は下から見ると踊り場は見えない。
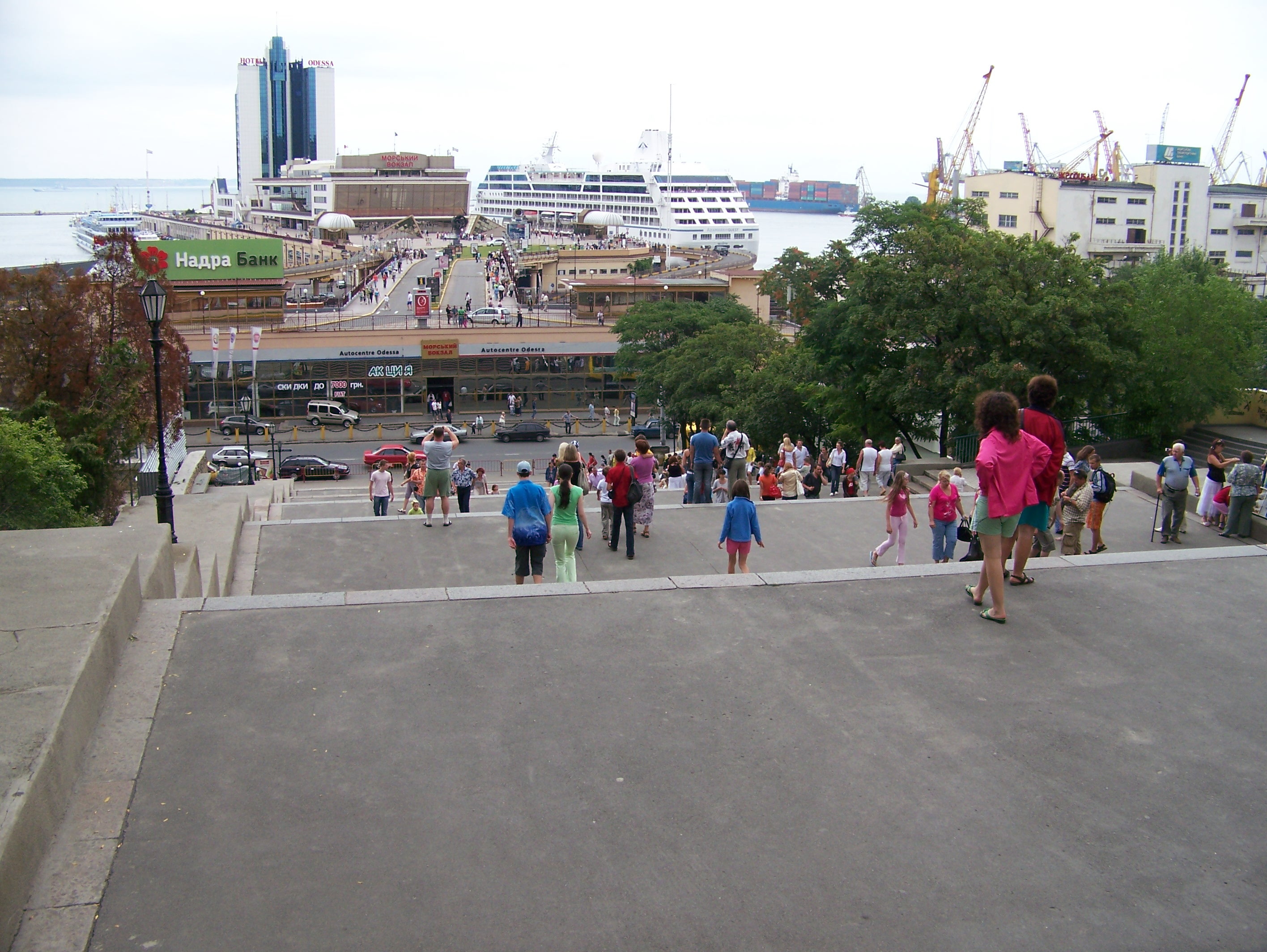
ポチョムキンの階段は上から見ると階段は見えない。
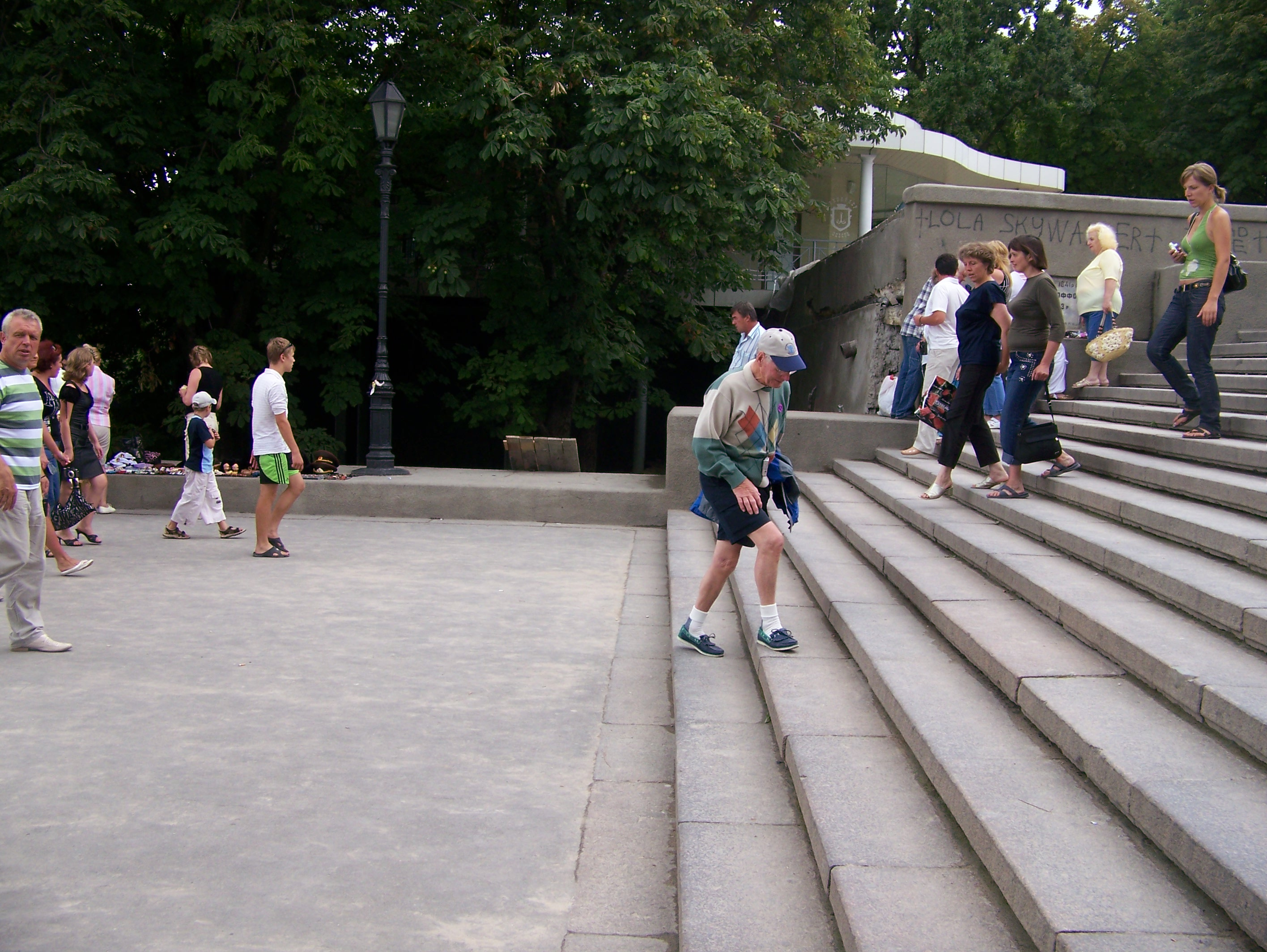
ポチョムキンの階段、最上段を横から。
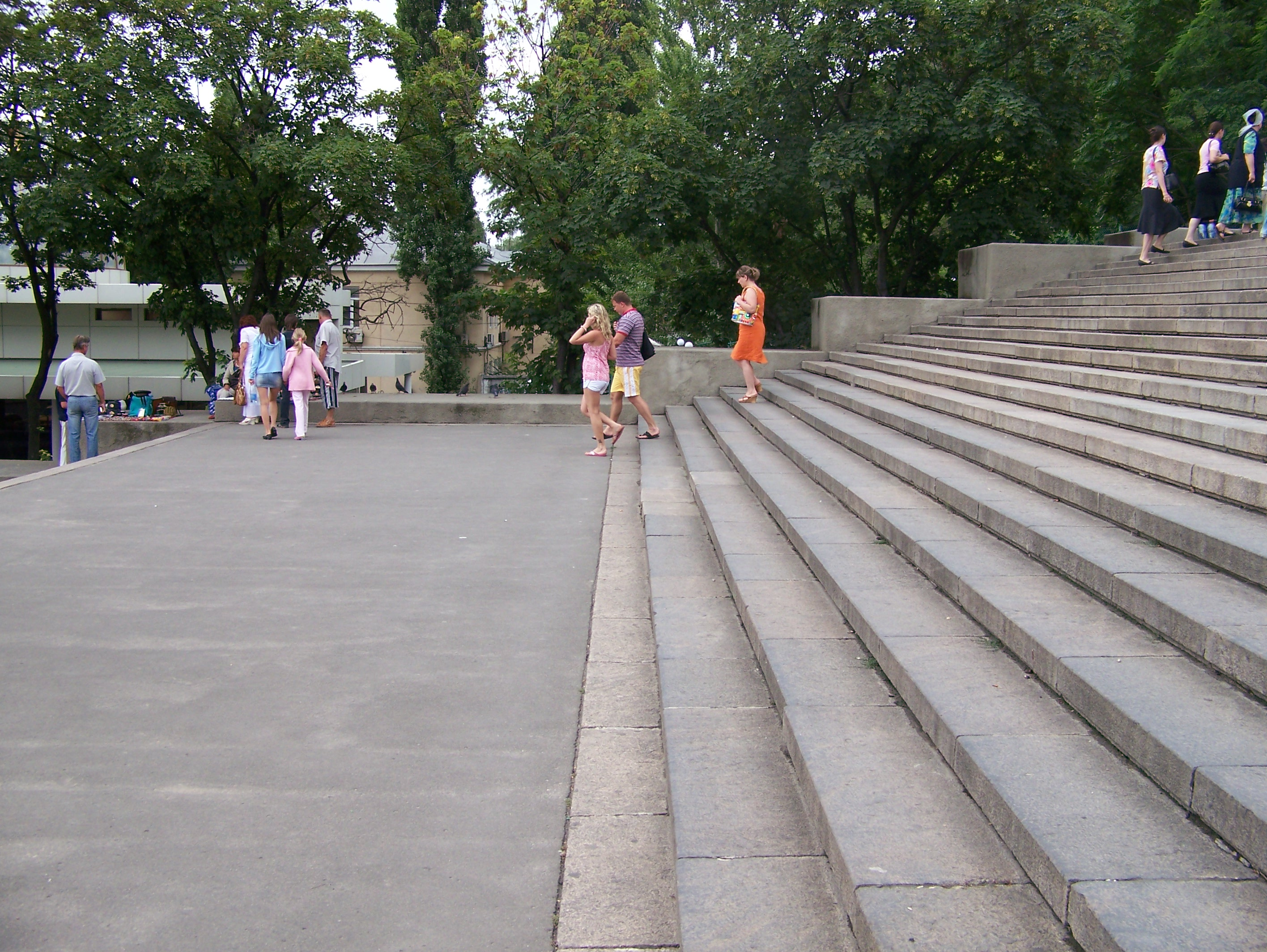
Looking across the width of the Potemkin Stairs near the bottom.
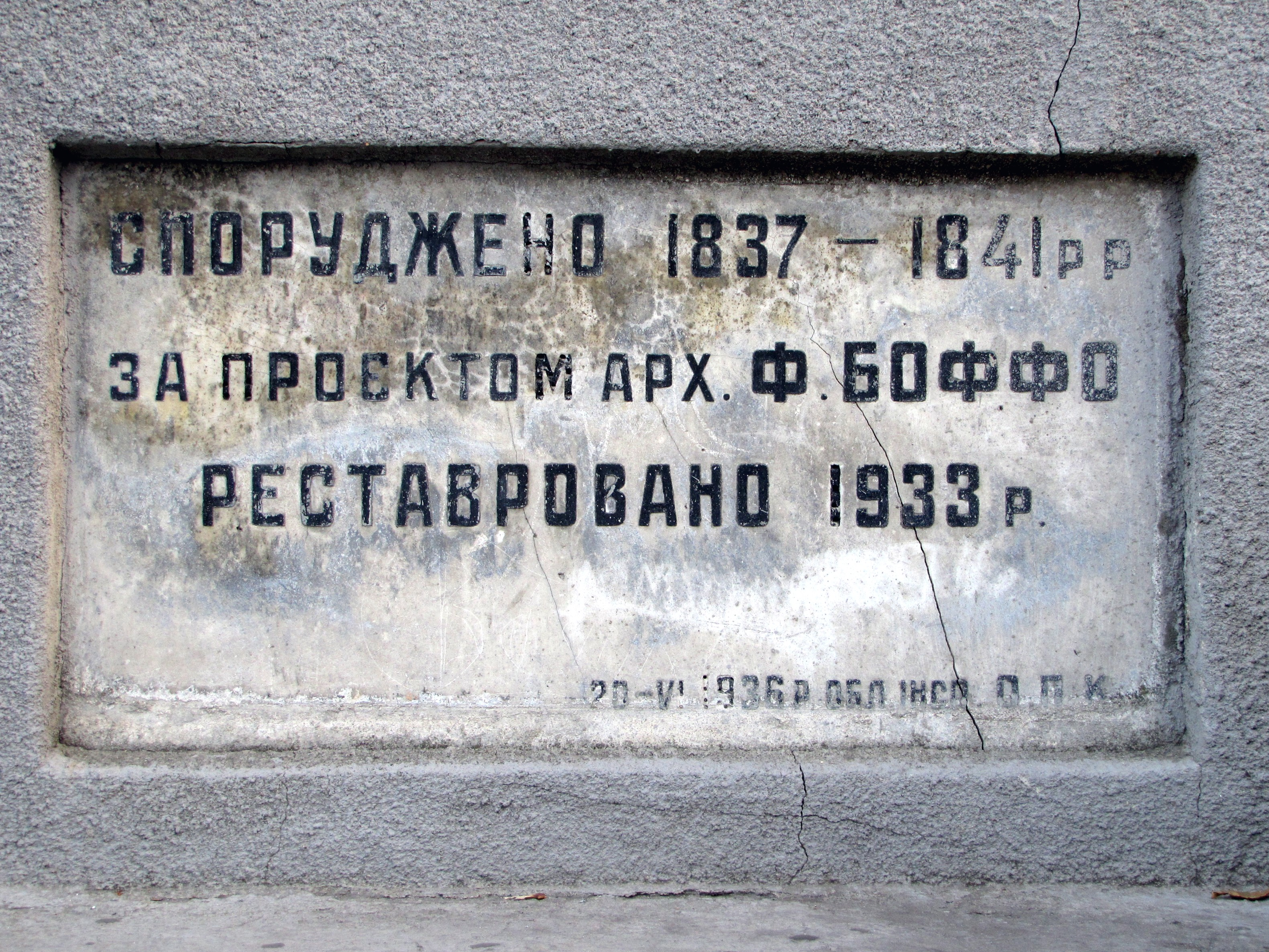
碑板
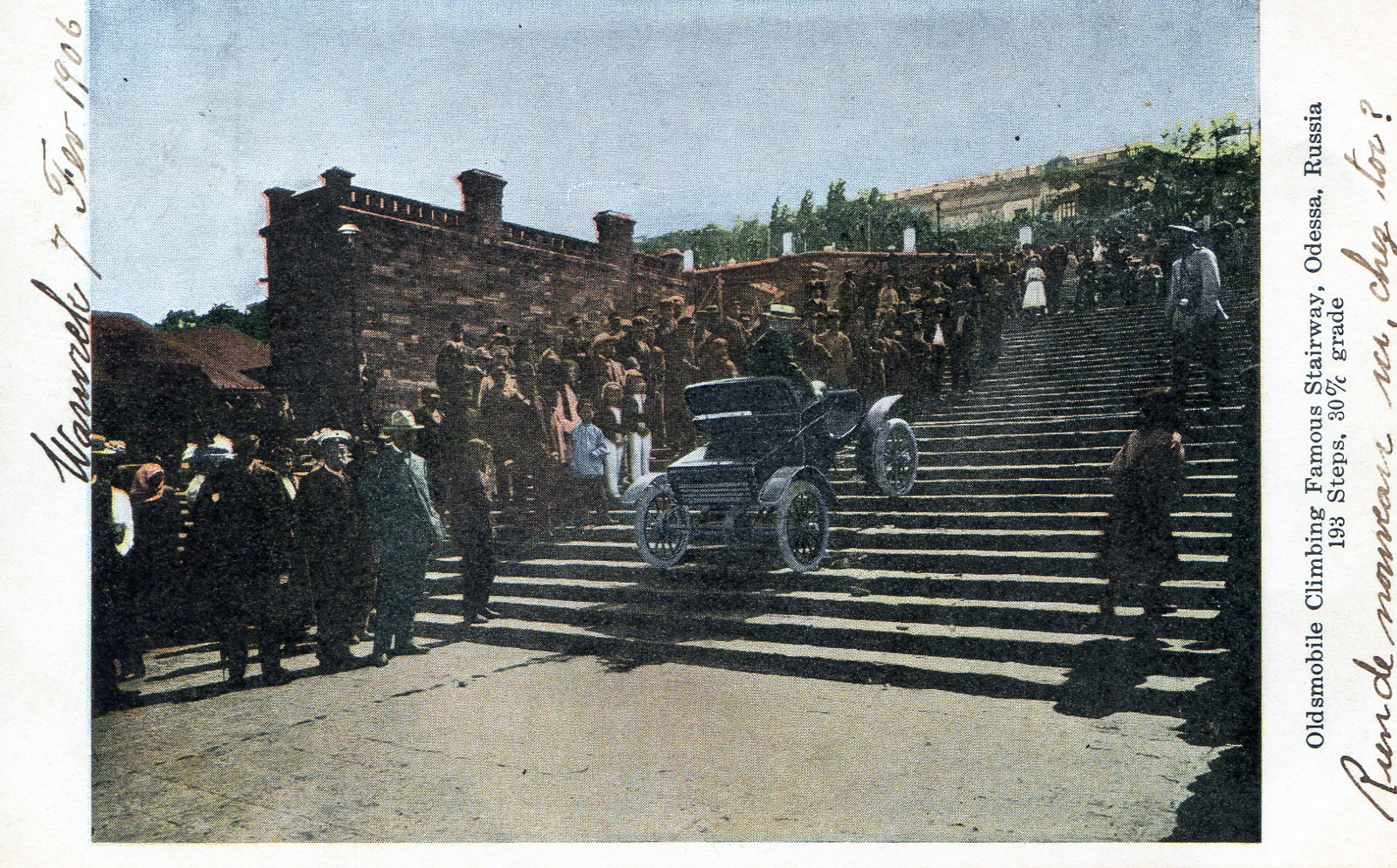
1906年以前に撮影されたポチョムキンの階段を登る自動車の絵葉書。
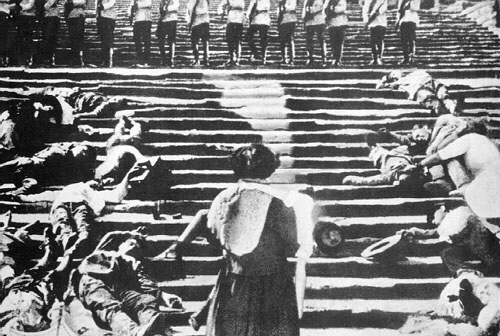
映画「戦艦ポチョムキン」から